# هوارد إيفانز
هوارد إيفانز (بالإنجليزية: Howard Evans)‏ هو بواق بريطاني، ولد في 29 فبراير 1944، وتوفي في 17 مارس 2006 بسبب سرطان.

## وصلات خارجية
- هوارد إيفانز على موقع ميوزك برينز (الإنجليزية)
- هوارد إيفانز على موقع ديسكوغز (الإنجليزية)